# 천밍이 (중화민국의 정치인)
천밍이(중국어 정체자: 陳明義, 병음: Chén Míngyì, 한자음: 진명의, 1967년 9월 18일 ~ )는 중화민국의 정치인이다. 2010년 신베이시 제2선거구의 시의원으로 당선된다.

## 학력
- 싱우 과기대학 기업관리 학사
- 중국 문화 대학 정치학 석사

## 같이 보기
- 중국국민당